# Železné (Partizánska Ľupča)

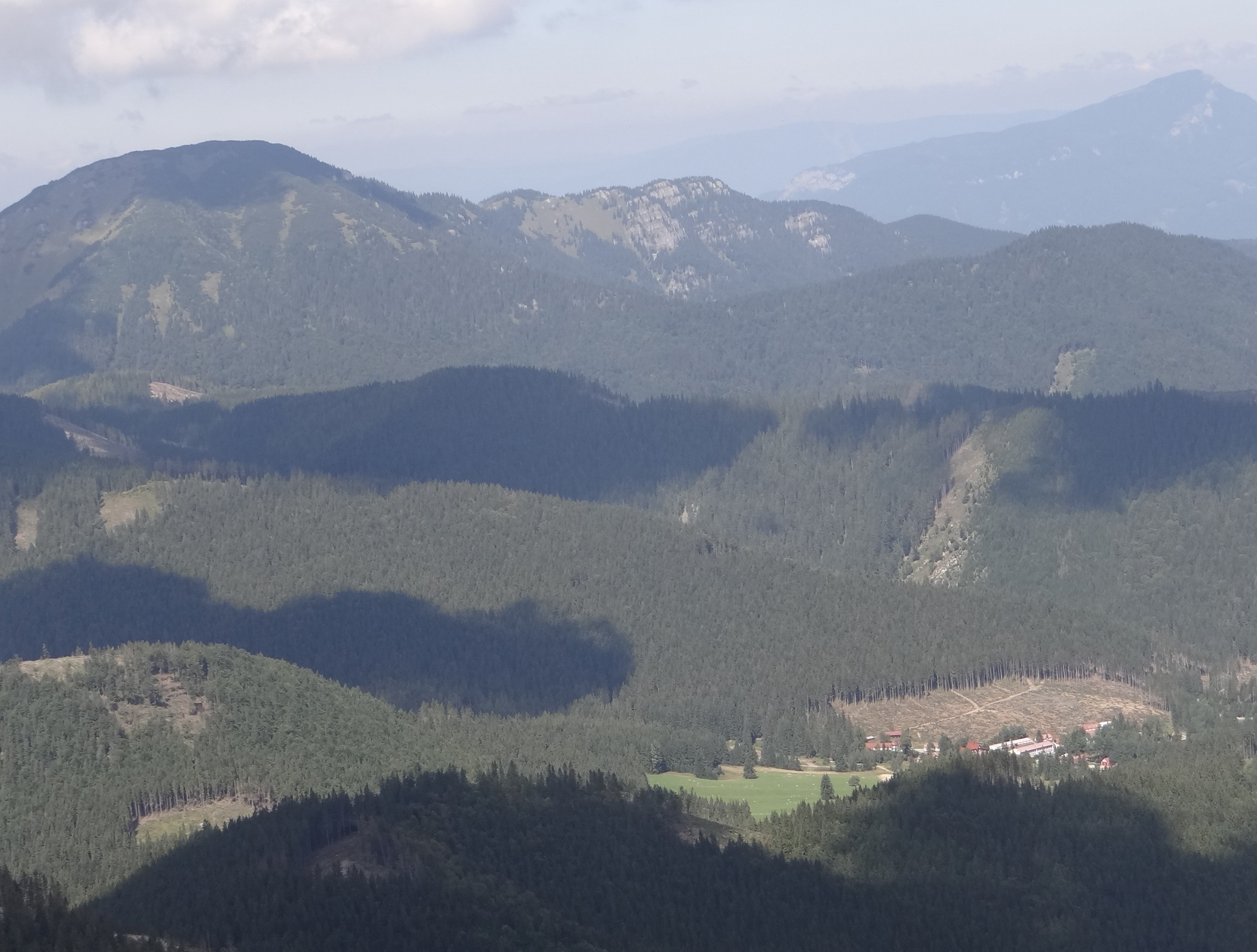
Salatíny i Železné

Železné – osada należąca do słowackiej miejscowości Partizánska Ľupča. Położona jest na wysokości 970 m w górnej części Doliny Lupczańskiej (Ľupčianska dolina) w Niżnych Tatrach. Można do niej samochodem dojechać drogą z miejscowości Partizánska Ľupča lub z miejscowości Liptovská Lúžna przez przełęcz Prievalec. Wjazd na teren osady jest zabroniony.
Dawniej była to osada górników, którzy od średniowiecza po początki XX w. wydobywali rudy metali w górnej części Doliny Lupczańskiej. Obecnie są tutaj domy, uzdrowisko dziecięce, pomnik i źródło wody mineralnej. Osada jest dobrym punktem startowym do pieszych wycieczek na główną grań Niżnych Tatr i na Salatyny. Zimą są tutaj dobre warunki do uprawiania narciarstwa biegowego. W niedużej odległości i jeszcze wyżej znajduje się druga osada – Magurka, która jest najwyżej położoną stale zamieszkałą osadą na Słowacji.

## Szlaki turystyczne
Železné – leśniczówka Kapustisko – Magurka – Mestská hora – sedlo Ďurkovej. Czas przejścia: 3.35 h, ↓ 2.50 h
  Železné – Ráztocké sedlo – Salatín. Czas przejścia: 2.25 h, ↓ 1.50 h